# Kryptokokoza

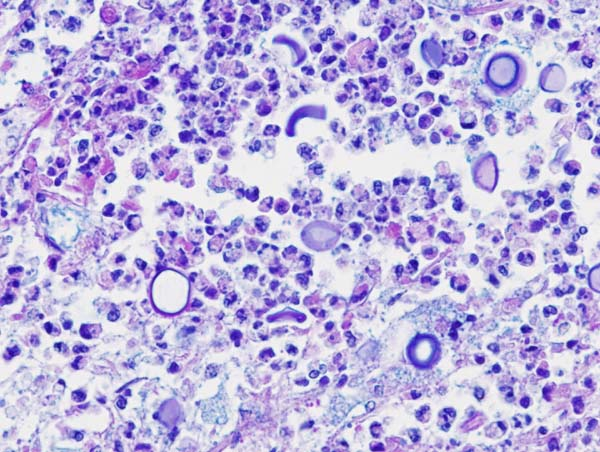
Histopatologiczny obraz płucnej kryptokokozy u pacjenta z immunosupresją. Barwienie alcjanem błękitu i PAS

Kryptokokoza (toruloza, drożdżyca europejska) – grzybica wywołana przez Cryptococcus neoformans, grzyb należący do tzw. drożdży podstawkowych. Choroba o przebiegu podostrym lub przewlekłym, atakuje ośrodkowy układ nerwowy, płuca (grzybice narządowe, głębokie) lub skórę i tkankę podskórną (grzybice powierzchowne).

## Epidemiologia
C. neoformans występuje na całym świecie. Jest obecny w odchodach gołębi i kur, na kontakt z którymi można być narażonym w opuszczonych budynkach. Drożdżaka tego izolowano również z owoców, nawozu, kurzu oraz z mleka krowiego w przypadku kryptokokowego zapalenia wymion. Jednak do tej pory nie udowodniono, że kontakt z odchodami gołębi może prowadzić do zakażenia u ludzi. C. neoformans może występować na skórze i w kale zdrowych ludzi. Do zakażenia dochodzi najprawdopodobniej poprzez inhalację. Choroba występuje często u ludzi z obniżoną odpornością.

## Objawy
Najczęstszą kliniczną postacią choroby jest kryptokokowe zapalenie opon mózgowo-rdzeniowych. W tym przypadku zakażenie może być podostre albo przewlekłe, a objawami mogą być: początkowo ból głowy i zaburzenia widzenia, następnie zaburzenia stanu psychicznego, a w końcu sztywność karku, śpiączka i, w wypadku nieleczonej choroby, śmierć. Innymi postaciami klinicznymi choroby są zakażenia skóry i płuc.

## Rozpoznanie
Podstawą szybkiego postawienia diagnozy w wypadku kryptokokowego zapalenia opon mózgowo-rdzeniowych jest badanie płynu mózgowo-rdzeniowego. W pobranej próbce można zazwyczaj zaobserwować podwyższone stężenie białka, obniżone glukozy oraz zwiększoną liczbę leukocytów, głównie jednojądrzastych. W celu wykrycia C. neoformans stosuje się odczyn lateksowy. W badaniu histologicznym tkanek może być widoczna odpowiedź zapalna. W wypadku utworzenia ziarniniaka, komórki C. neoformans można znaleźć wewnątrz komórek olbrzymich. Komórki patogenu można wybarwić hematoksyliną i eozyną, metodą Gomoriego lub mucykarminą, która barwi otoczkę grzyba na kolor jasnoczerwony. C. neoformans można także identyfikować za pomocą immunofluorescencji bezpośredniej. Materiałem do tego badania są skrawki tkankowe umieszczone w formalinie. Wykrycie przeciwciał przeciwko grzybowi w teście immunofluorescencji pośredniej świadczy o przebytym lub trwającym zakażeniu. W celu postawienia rozpoznania zakłada się także hodowlę. Materiałem do hodowli może być płyn mózgowo-rdzeniowy, bioptat lub mocz. U chorych z upośledzoną odpornością, zakażeniem układu nerwowego lub uogólnionym C. neoformans występują w moczu cały czas, nawet gdy nie ma żadnych objawów ze strony układu moczowego.

## Leczenie
Leczenie kryptokokozy jest skojarzone i polega na podawaniu amfoterycyny B i fluorocytozyny. Skojarzenie tych dwóch leków zwiększa skuteczność leczenia, zmniejsza częstotliwość nawrotów choroby, a także pozwala na obniżenie dawki amfoterycyny B, która jest bardziej toksyczna niż fluorocytozyna. U pacjentów z kryptokokozą uogólnioną lub z upośledzoną odpornością zalecane jest leczenie podtrzymujące za pomocą flukonazolu w celu uniknięcia nawrotów choroby.

## Klasyfikacja ICD10
| kod ICD10     | nazwa choroby               |
| ------------- | --------------------------- |
| ICD-10: B45   | Kryptokokoza                |
| ICD-10: B45.0 | Kryptokokoza płucna         |
| ICD-10: B45.1 | Kryptokokoza mózgowa        |
| ICD-10: B45.2 | Kryptokokoza skórna         |
| ICD-10: B45.3 | Kryptokokoza kostna         |
| ICD-10: B45.7 | Kryptokokoza rozsiana       |
| ICD-10: B45.8 | Inne postacie kryptokokozy  |
| ICD-10: B45.9 | Kryptokokoza, nie określona |